# José Ernâni da Rosa
José Ernâni da Rosa (Bagé, 17 oktober 1939 - São Paulo, 28 februari 1986) was een  Braziliaanse voetballer, beter bekend onder zijn spelersnaam Tupãzinho of Tupanzinho. De bijnaam is een verwijzing naar zijn vader, de voetballer Tupan.

## Biografie
Tupãzinho begon zijn carrière bij Bagé en Guarany de Bagé alvorens hij in 1963 de overstap maakte naar het grote Palmeiras, de enige club die het oppermachtige Santos op dat moment van antwoord kon dienen. Met de club won hij in 1963 en 1966 het Campeonato Paulista, in 1965 het Torneio Rio-São Paulo en in 1967 de Taça Brasil en het Torneio Roberto Gomes Pedrosa. Beide laatste titels staan gelijk aan de landstitel. In 1968 werd hij topschutter in de Copa Libertadores. De club speelde er de finale tegen Estudiantes en had de heenwedstrijd verloren. Dankzij twee goals van Tupãzinho in de terugwedstrijd kon Palmeiras nog een derde wedstrijd afdwingen, maar verloor deze. In 1969 speelde hij een jaar voor Grêmio en sloot dan zijn carrière af bij Nacional.
Hij speelde één interland, op 7 september 1965. Brazilië won de vriendschappelijke wedstrijd tegen Uruguay met 3-0 en Tupãzinho kon één keer scoren in de 35ste minuut.